# Divisões administrativas da Samoa Americana

A Samoa Americana é administrativamente dividido em três distritos e dois atóis não organizados.
Os distritos e atóis não organizados são subdivididos em 16 condados e 74 aldeias.

## Distritos e condados

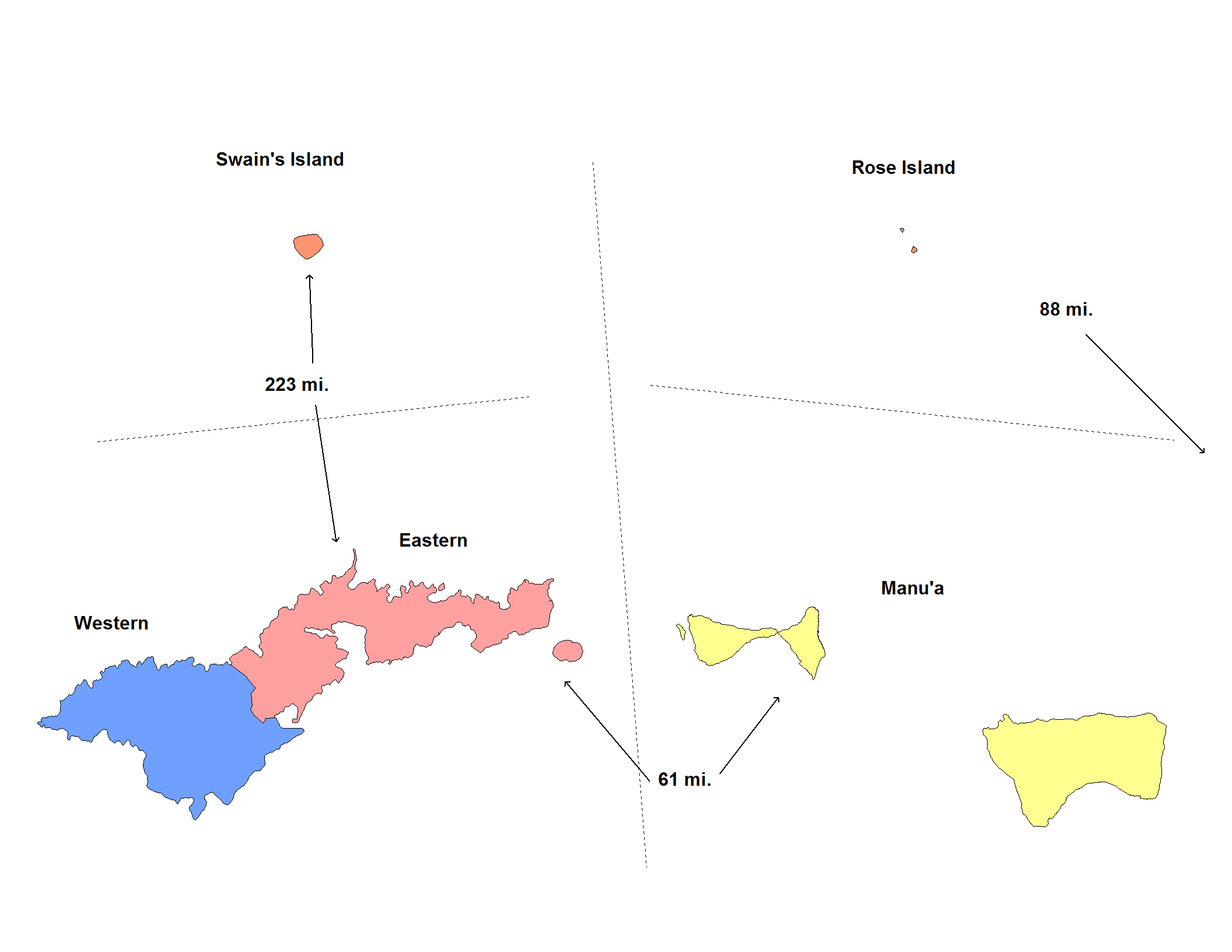
Distritos da Samoa Americana.

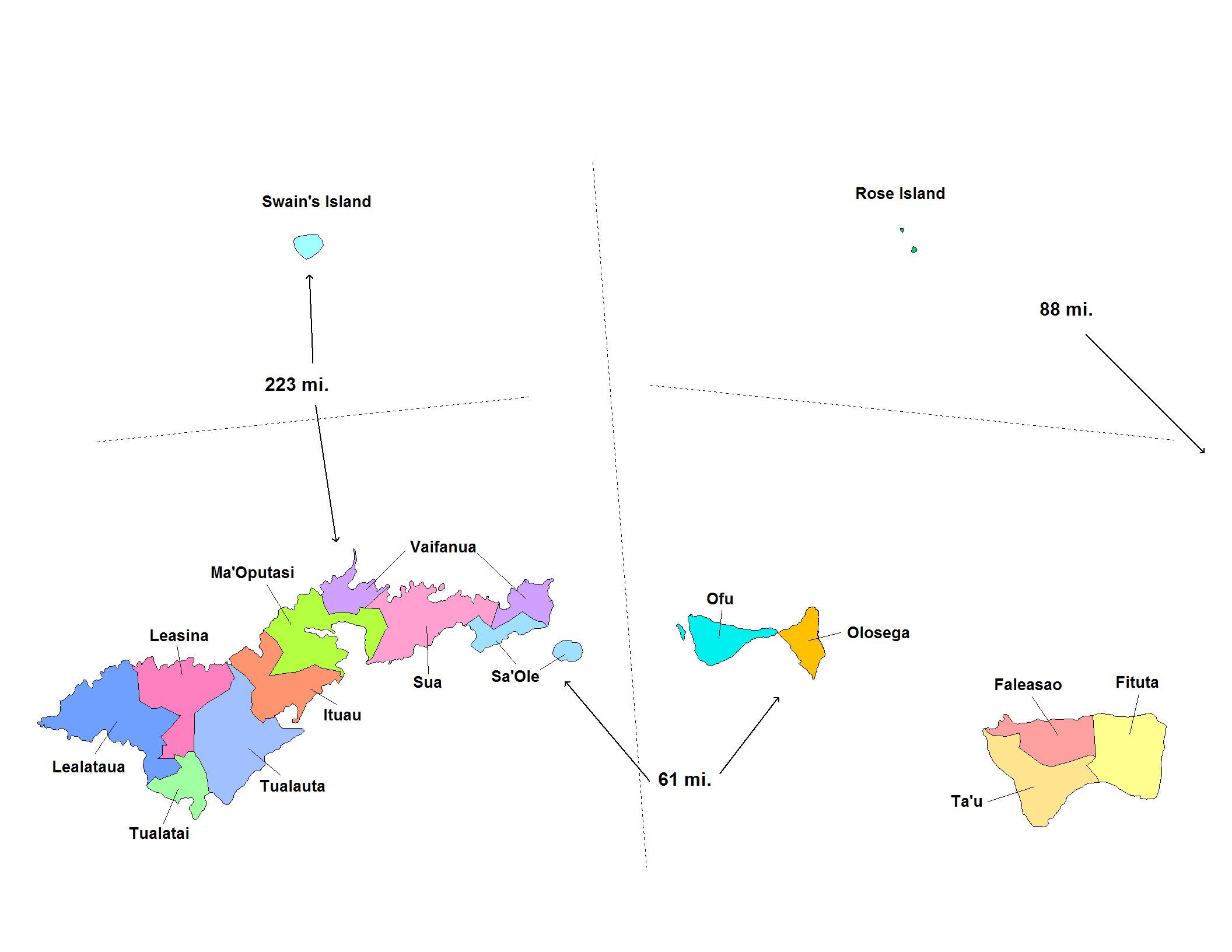
Condados da Samoa Americana.

- Distrito Oriental
  - Ituau
  - Ma'Oputasi
  - Sa'Ole
  - Sua
  - Vaifanua
- Distrito Oriental
  - Lealataua
  - Leasina
  - Tualatai
  - Tualauta
- Manu'a
  - Faleasao
  - Fitiuta
  - Ofu
  - Olosega
  - Ta'u

## Atóis não organizados
- Atol Rose (de notar que o mapa à direita é um diagrama que não está à escala. O Atol Rose está cerca de 100 milhas a és-sudeste de Manu'a.)
- Ilha Swains

## Aldeias

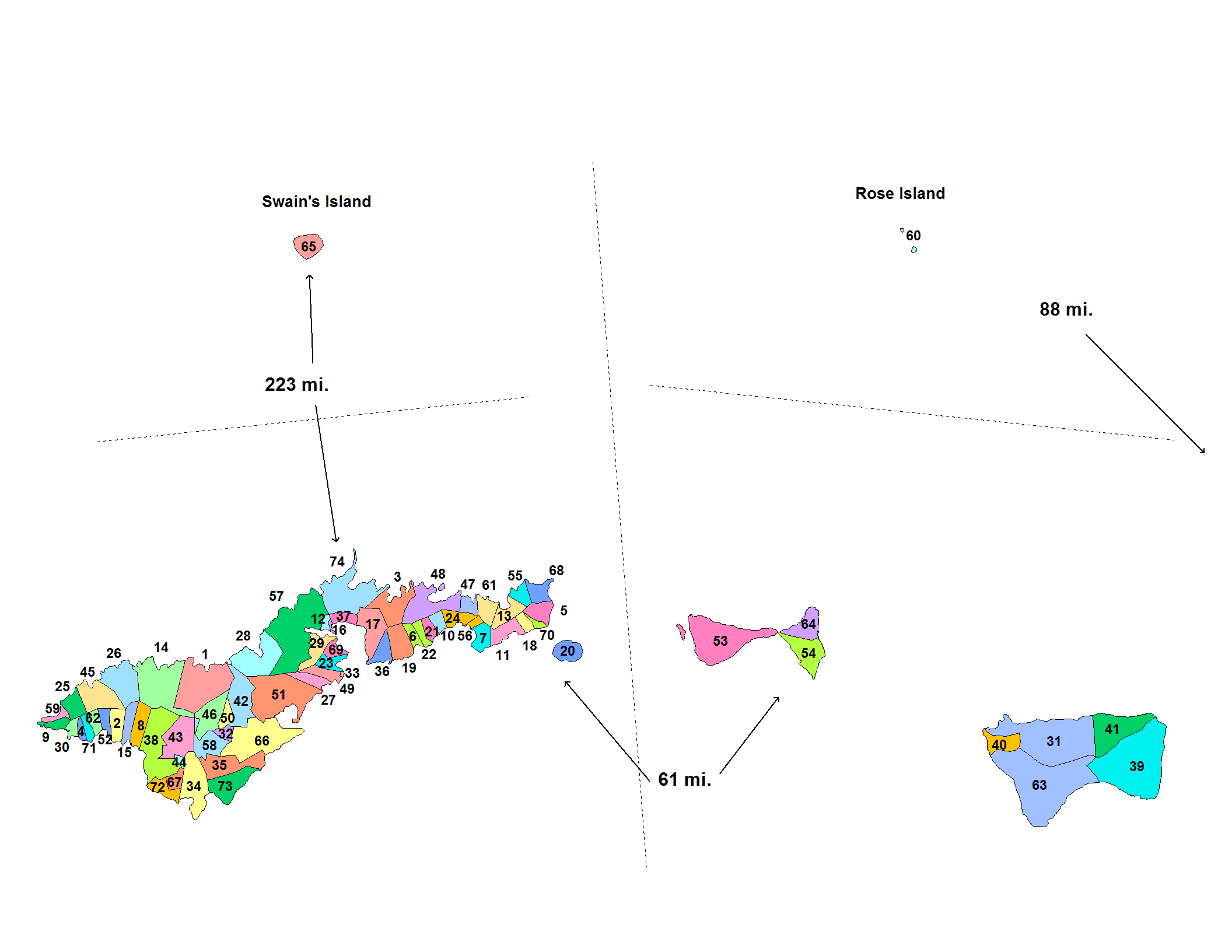
Aldeias da Samoa Americana.

| 1. Aasu 2. Afao 3. Afono 4. Agugulu 5. Alao 6. Alega 7. Alofau 8. Amaluia 9. 'Amanave 10. Amaua 11. Amouli 12. Anua 13. 'Aoa 14. Aoloau 15. Asili 16. Atu'u 17. Aua 18. 'Au'asi 19. Aumi 20. Aunu'u 21. Auto 22. Avaio 23. Faga'alu 24. Faga'itua 25. Fagali'i 26. Fagamalo 27. Faganeanea 28. Fagasa 29. Fagatogo 30. Failolo 31. Faleasao 32. Faleniu 33. Fatumafuti 34. Futiga 35. 'Ili'ili 36. Lauli'i 37. Leloaloa | 1. Leone 2. Leusoali'i 3. Luma 4. Maia 5. Malaeimi 6. Malaeloa/Aitulagi 7. Malaeloa/Ituau 8. Maloata 9. Mapusagafou 10. Masausi 11. Masefau 12. Matu'u 13. Mesepa 14. Nu'uuli 15. Nua 16. Ofu 17. Olosega 18. Onenoa 19. Pagai 20. Pago Pago 21. Pava'ia'i 22. Poloa 23. Rose Atoll 24. Sa'ilele 25. Se'etaga 26. Si'ufaga 27. Sili 28. Taulaga 29. Tafuna 30. Taputimu 31. Tula 32. Utulei 33. Utumea East 34. Utumea West 35. Vailoatai 36. Vaitogi 37. Vatia |